# سلواگ بولیگ
سلواگ بولیگ (انگلیسی: Selvaag Bolig) شرکت املاک و مستغلات نروژی است، که در سال ۲۰۰۸ تأسیس شد.